# Камерата Пичена
Камерата Пичена (итал. Camerata Picena) насеље је у Италији у округу Анкона, региону Марке.
Према процени из 2011. у насељу је живело 1040 становника. Насеље се налази на надморској висини од 112 м.

## Становништво
| 1936. | 1951. | 1961. | 1971. | 1981. | 1991. | 2001. | 2011. |
| ----- | ----- | ----- | ----- | ----- | ----- | ----- | ----- |
| 1.718 | 1.768 | 1.506 | 1.115 | 1.100 | 1.353 | 1.700 | 2.419 |